# Arthur Shaw
Arthur Briggs Shaw, detto Art (Joliet, 28 aprile 1886 – Altadena, 18 luglio 1955), è stato un ostacolista statunitense, vincitore della medaglia di bronzo nei 110 metri ostacoli ai Giochi olimpici di Londra 1908, alle spalle di John Garrels e Forrest Smithson, il quale corse in 15"0 facendo registrare il nuovo record mondiale della specialità. Lo stesso anno, una volta rimpatriato, Shaw eguagliò tale record.

## Palmarès
| Anno | Manifestazione  | Sede   | Evento             | Risultato | Prestazione | Note |
| ---- | --------------- | ------ | ------------------ | --------- | ----------- | ---- |
| 1908 | Giochi olimpici | Londra | 110 metri ostacoli | Bronzo    | 15"8 s      |      |